# Hans Mundorf
Hans Mundorf (* 13. Mai 1929 in Troisdorf; † 2009) war ein deutscher Journalist.
1967 wurde Mundorf gemeinsam mit E. W. Mänken gleichberechtigter Chefredakteur beim Industriekurier. Später übernahm er die Chefredaktion des Handelsblatts und hielt diese Position bis 1994. Anschließend arbeitete er für das Medium bis 2003 als Chefkolumnist und dann als rechtspolitischer Autor.
Mundorf betätigte sich auch als Autor von Sachbüchern. So erschien 2006 sein Werk Nur noch Markt, das ist zu wenig in Kooperation mit der IG Metall.

## Veröffentlichungen (Auswahl)
- mit E. W. Mänken: Parteien Personen Programme. 12 Interviews aus dem Industriekurier, Becker & Wrietzner Verlag, Düsseldorf 1965[4]
- mit E. W. Mänken: Gespräch mit Rolf Spaethen, Becker & Wrietzner Verlag, Düsseldorf 1966[5]
- Die Gewerkschaftsmacht wird bleiben : Kommentare, erschienen im Handelsblatt, Beratungsgesellschaft der Druckindustrie Baden-Württemberg, Ostfildern/Kemnat 1996
- Nur noch Markt, das ist zu wenig, VSA-Verlag, Hamburg 2006, ISBN 978-3-89965-174-4
- 1929 Troisdorfer Spätlese, Heimat- und Geschichtsverein Troisdorf, Troisdorf 2008[3]